# Schwarzenstein (Zillertaler Alpen)
Der Schwarzenstein (italienisch Sasso Nero) ist ein 3369 m ü. A. hoher Berg im Hauptkamm der Zillertaler Alpen. Über ihn verläuft die Grenze zwischen der italienischen Provinz Südtirol und dem österreichischen Bundesland Tirol.

## Lage und Umgebung

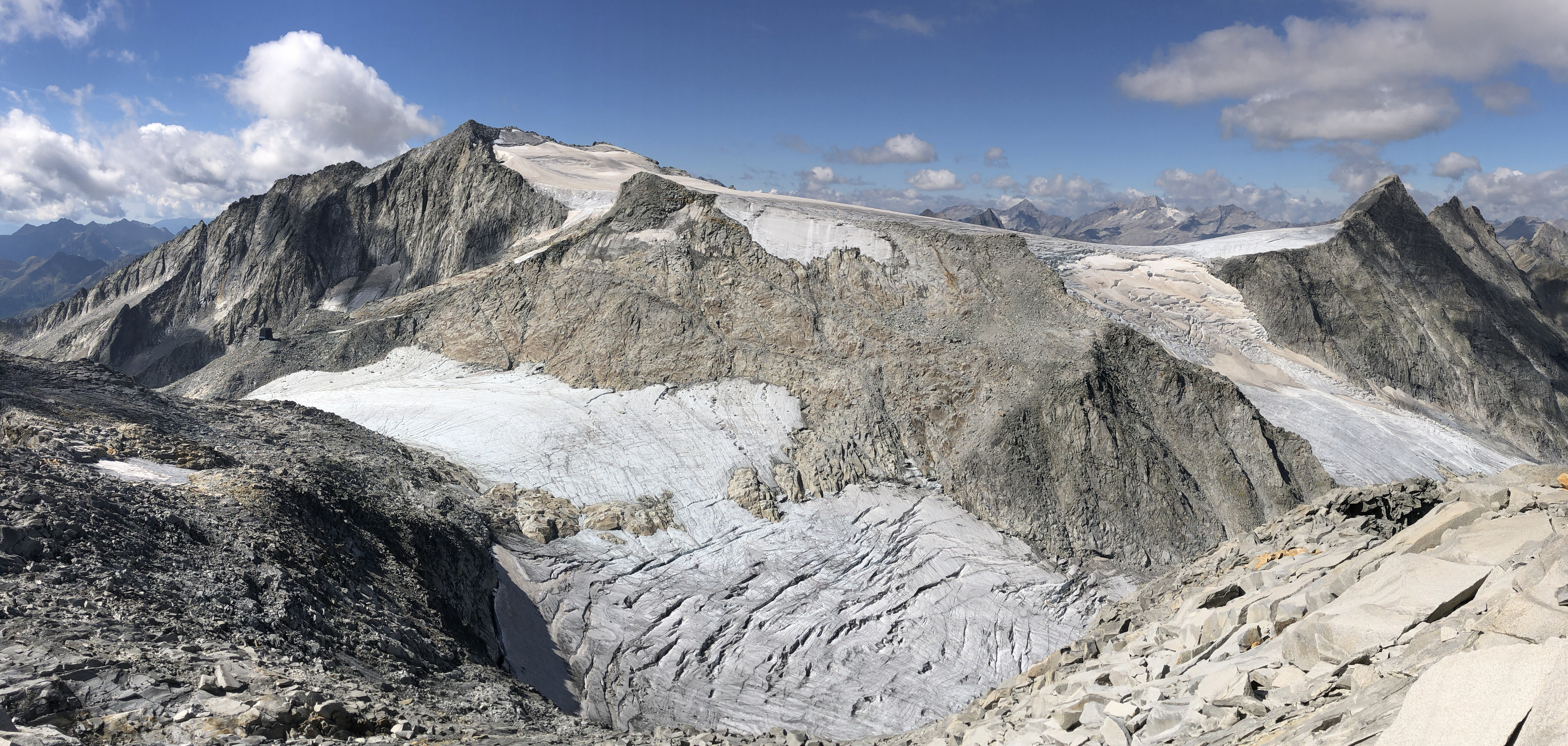
Schwarzenstein mit Floitenkees (vor dem Gipfel rechtsseitig) und Schwarzensteinsattel (rechts), vorn mittig der Tribbachsattel mit dem Tribbachkees, ganz vorn und rechts die beiden Arme das Floitenkees, oben rechts der Große Mörchner, mittig links die neue Schwarzensteinhütte, davor der Winterraum, rechts von der Hütte die Aufstiegsrampe mit Felsköpfl (Normalweg von der Hütte zum Gipfel), aufgenommen von der Westlichen Floitenspitze

Der Schwarzenstein ist Bestandteil des Zillertaler Hauptkamms, einer dominierenden Bergkette von über 3000 Meter hohen Gipfeln, die hier grob in Südwest-Nordost-Richtung verläuft. Die nächstgelegenen Gipfel im Verlauf des Hauptkamms sind im Nordosten die Westliche Floitenspitze (3195 m) und der Große Löffler (3376 m), im Südwesten, getrennt durch die Schwarzenbachscharte, die Hornspitzen, beginnend mit der I. Hornspitze (3172 m). Richtung Norden löst sich am Schwarzenstein der lange Mörchnerkamm, in dem der hinter dem firnbedeckten Schwarzensteinsattel aufragende Große Mörchner (3283 m) zwischen dem Zemmgrund und dem Floitengrund den ersten Gipfelpunkt bildet. Der Schwarzenstein-Südgrat fällt ins Ahrntal ab.
Zwischen den Graten liegen ausgedehnte Gletscherflächen. Im Nordosten liegt das flache Nährgebiet des Floitenkees, im Südosten das steile Rotbachkees, im Südwesten das Schwarzenbachkees und im Nordwesten das Schwarzensteinkees.

## Erstbesteigung

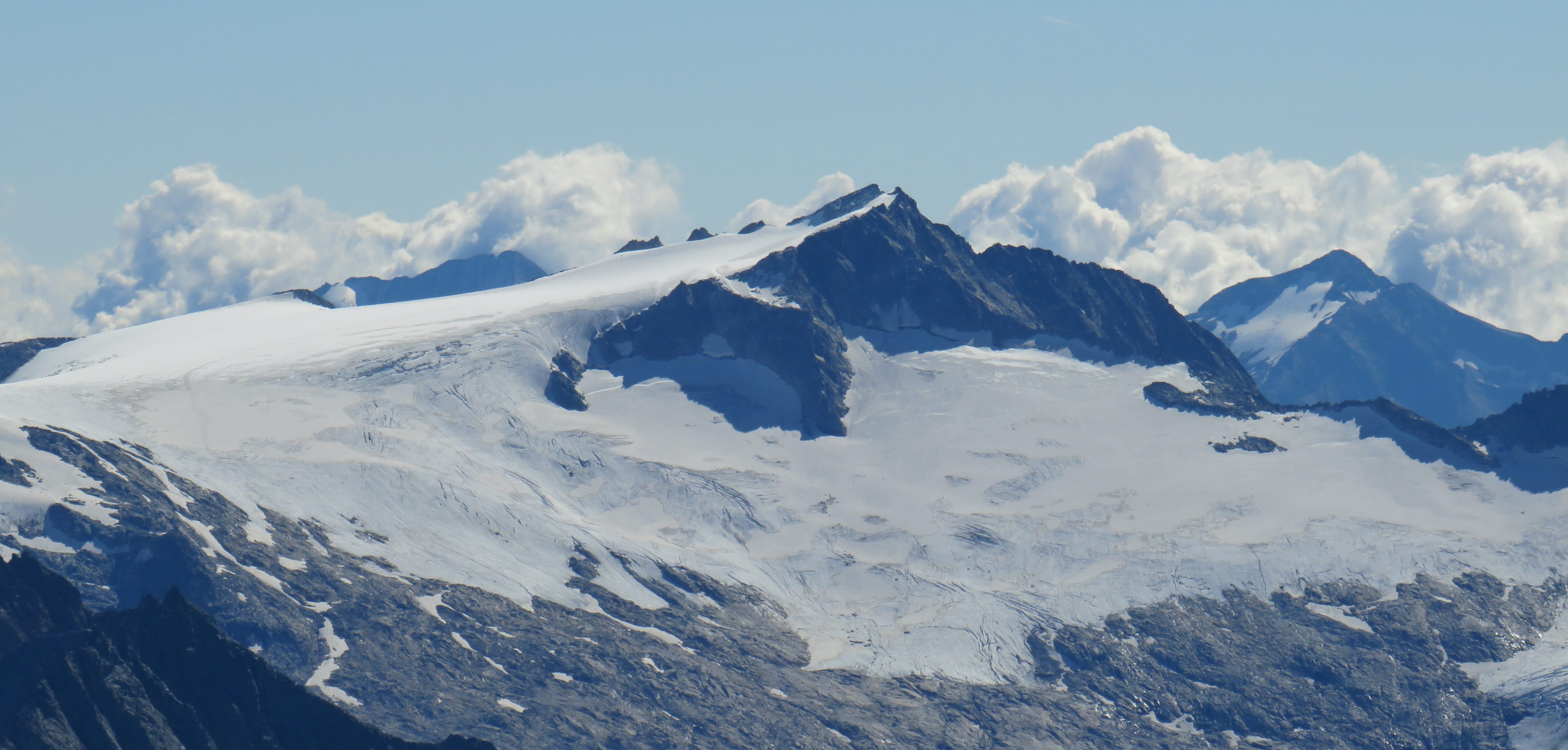
Schwarzenstein aus Nordwesten mit Schwarzenstenkees, links der Schwarzensteinsattel, rechts hinten der Schneebige Nock, links schaut der Hochgall drüber.

Die überlieferte Erstbesteigung des mit seinem sanften Gletscherrücken unverkennbaren Gipfels (im Gegensatz zu den meist spitzen Bergen der Zillertaler Alpen) erfolgte im August des Jahres 1852 im Rahmen der Landesvermessung. Unter Führung eines Oberleutnants Langner wurde von Süden, also der Südtirolerseite (inzwischen Italien), aus Luttach im Ahrntal entlang des Schwarzenbachs im Rahmen einer Hochtour aufgestiegen. Der Schwarzenstein zählt damit zu einem der sehr früh erstbestiegenen Gipfel im Hauptkamm der Zillertaler Alpen. Die erste touristische Besteigung fand am 31. August 1858 von Norden (Nordtiroler Seite) von Ginzling im Zemmgrund aus durch den Floitengrund (heutiger Standort der Greizer Hütte) und über das Westliche Floitenkees vorbei am Tribbachsattel und weiter über das obere Floitenkees statt. Der Bergführer Georg Samer führte eine Gruppe von drei Touristen bestehend aus Anton von Ruthner, Josef Daum und Ludwig von Barth.

## Stützpunkte und Touren

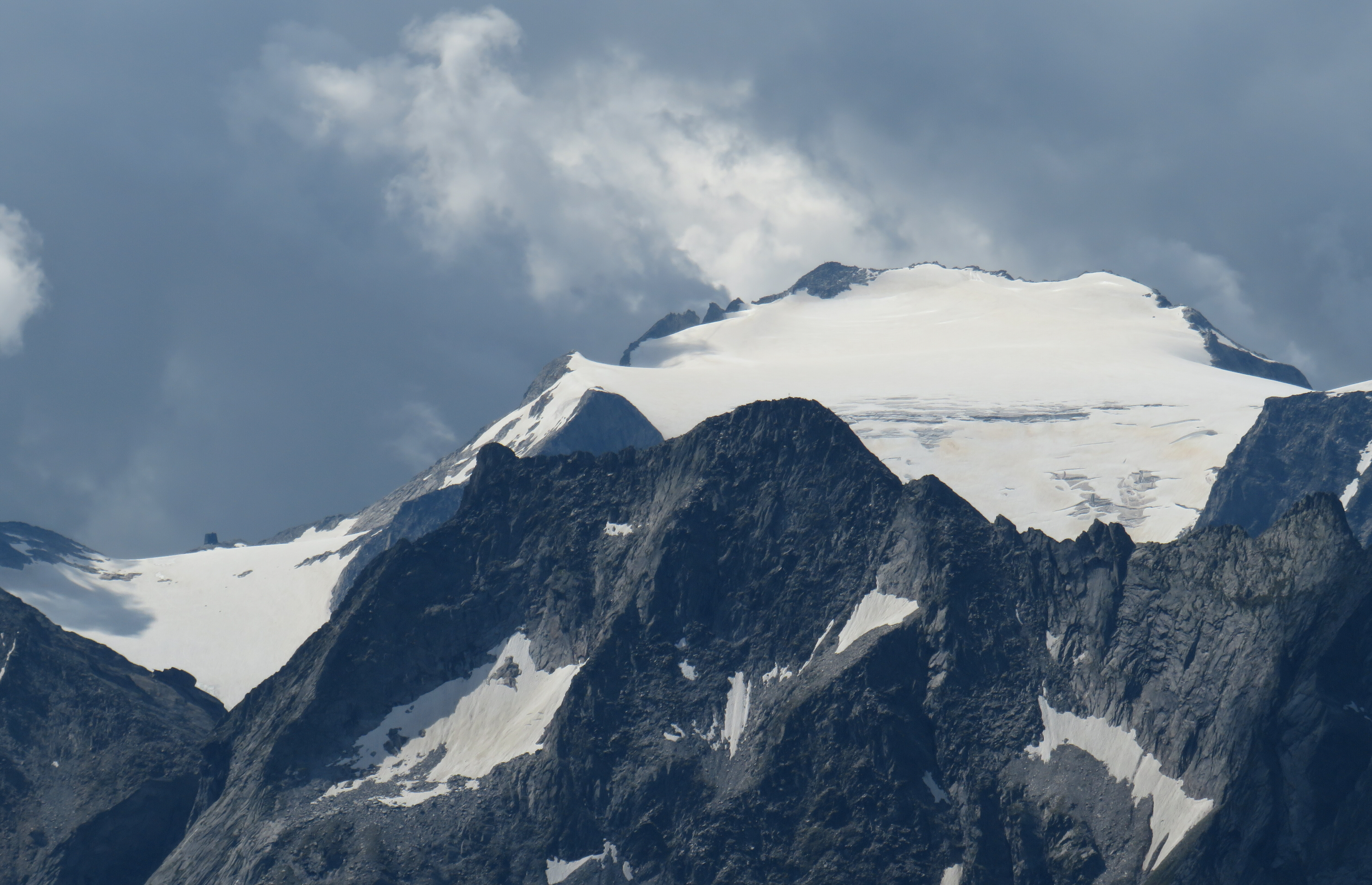
Schwarzenstein von Nordosten, links die neue Schwarzensteinhütte, rechts der Schwarzenstensattel

Der Schwarzenstein sollte wegen seiner vergletscherten Flanken nur als Hochtour mit entsprechender Ausrüstung und Erfahrung begangen werden. Der einfachste Aufstieg (Normalweg) folgt dem Weg der Erstersteiger von der Schwarzensteinhütte (Rifugio al Sasso Nero, 3026 m) aus. Der Weg zu dieser Hütte führt von Luttach im Ahrntal herauf. Von der Hütte geht es in 1½ Stunden auf den Gipfel – zunächst links der Hütte nördlich etwa 200 Höhenmeter eine teils schuttbedeckte felsige Rampe (teils Steigspuren, oft auch im Sommer durch ein Firnfeld schneebedeckt) auf das sogenannte Felsköpfl hinauf und von dort über das Floitenkees (Spalten) westlich durch eine Senke und auf dem wenig steilen Gletschrrücken zum felsigen Nordostgrat, über den das Gipfelkreuz in, laut Literatur, leichter Kletterei (UIAA I) erreicht wird. Auch von der Berliner Hütte (in 5 Stunden) und der Greizer Hütte (in 4 Stunden) wird der Schwarzenstein oft im Rahmen einer Überschreitung begangen.

## Sender Schwarzenstein

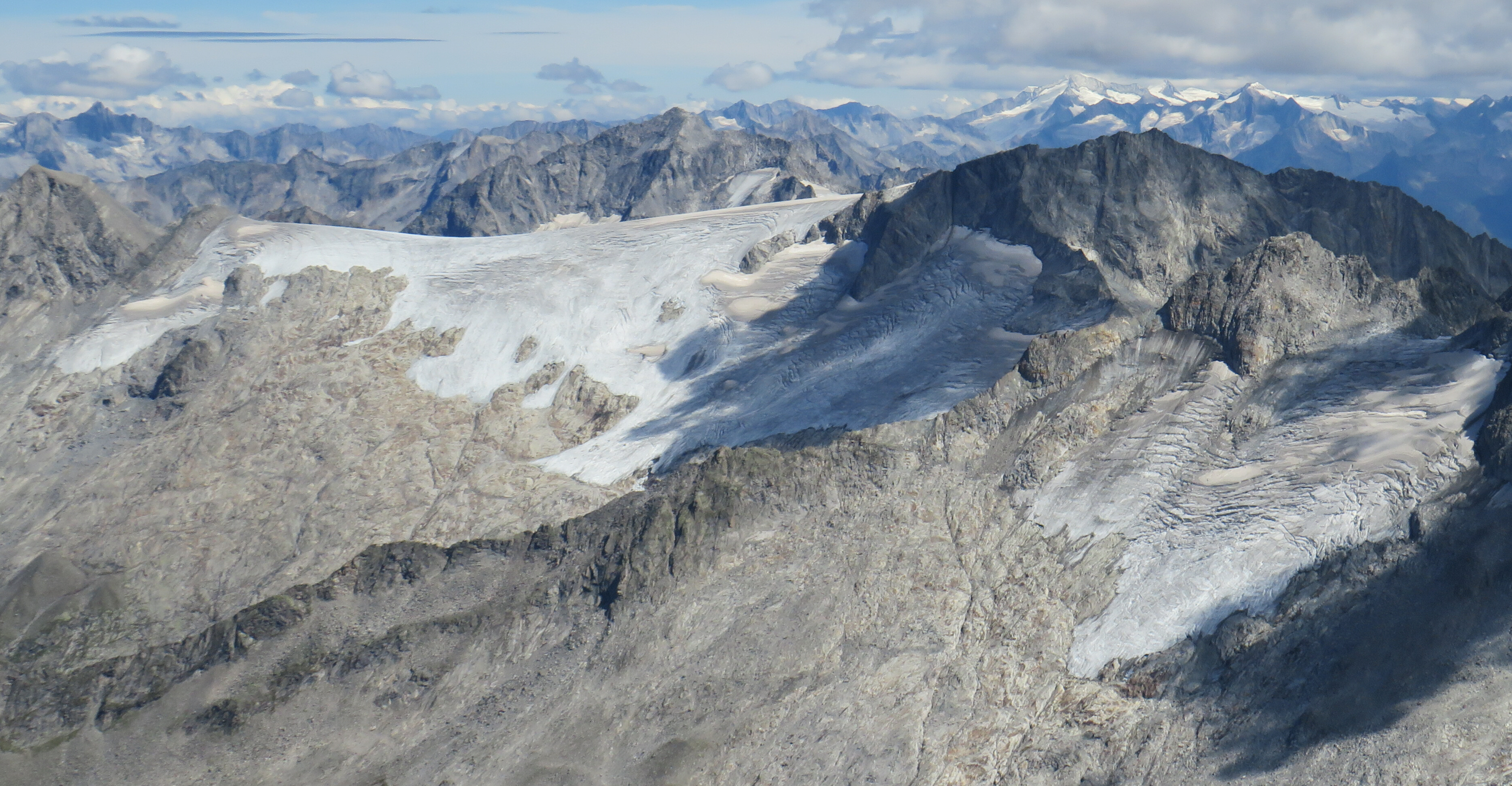
Großer Mörchner, Schwarzensteinkees mit Schwarzensteinsattel, Schwarzenstein (von links nach rechts), vorn rechts III. Hornspitze (Berliner Spitze) mit Hornkees, hinten mittig Großer Löffler, links hinten Reichenspitzgruppe (Kuchelmooskopf, Reichenspitze), rechts hinten Venedigergruppe (Großvenediger)

Die Südtiroler Seite wurde von den 1980er Jahren bis 1993 als Senderstandort für den privaten UKW-Rundfunksender Radio M1 und von Radio Brenner genutzt. Die Reichweiten von hier waren sehr hoch. Neben Südtirol, Tirol, Salzburg und Oberösterreich wurden auch der Süden Bayerns erreicht. Bei guter Wetterlage wurden auch Empfangsmeldungen aus Mitteldeutschland und sogar aus Schweden (hier vermutlich bei Überreichweiten) verzeichnet.